# アルフレッド・ランシング
アルフレッド・ランシング（Alfred Lansing、1921年7月21日 - 1975年1月1日）は、アメリカ合衆国のジャーナリスト、作家。『エンデュアランス号漂流』の作者。

## 経歴
イリノイ州シカゴ生まれ。ノースパークカレッジを中退し、海軍に入隊、そこで5年余りを過ごす。1946年にノースウェスタン大学に入学し、ジャーナリズムを専攻。卒業後1949年から週刊誌の編集に携わった後フリーランスの作家となった。
『エンデュアランス号漂流』(Endurance: Shackleton's Incredible Voyage)は、1914年のアーネスト・シャクルトンと乗組員による南極大陸横断への挑戦、失敗、17ヶ月におよぶ漂流、奇跡的な生還を描いたノンフィクション作品。関係者への丹念なインタビューによりまとめ上げ、1959年の出版時にはベストセラーとなった。

## 著書
- 『エンデュアランス号漂流』 山本光伸訳 新潮文庫 ISBN 4-10-222221-9